# Ighounane (fromage)
L’ighounane est une préparation fromagère traditionnelle algérienne occasionnelle de la région du Djurdjura. Il s'agit d'une préparation culinaire familiale à l’occasion de la mise bas de vaches, chèvres ou brebis. Dans d'autres régions algériennes, ce produit est connu sous le nom d’adghess.
Le procédé de fabrication, très simple, consiste à prélever un peu de colostrum, qu'on cuit avec des œufs. Le mélange obtenu est servi avec du berkoukes (sortes de pâtes fraîches spécifiques au Maghreb), à la famille et aux voisins pour fêter l’événement.   